# День финнов в Швеции
День финнов в Швеции (фин. Ruotsinsuomalaisten päivä; швед. Sverigefinnarnas dag) — праздник, отмечаемый в Швеции 24 февраля. Он был одобрен Шведской академией в 2010 году, а впервые проведён в 2011 году. В качестве даты для празднования было выбрано 24 февраля, так как это день рождения Карла Акселя Готтлунда, собирателя народной поэзии и защитника статуса финского языка. Цель этого дня — почтить память шведских финнов, а также признание их истории, языка и культуры как части культурного наследия Швеции.
Муниципалитеты, в которых проживает значительное финноязычное меньшинство, поднимают в День шведских финнов шведско-финский флаг, но это не официальный день этого флага. Праздник отмечается в различных частях Швеции, в том числе в Стокгольме, Эскильстуне, Гётеборге, Вестеросе и Нюкварне. Программа дня включает концерты, танцевальные представления, визиты писателей, караоке, танцы и театральные представления для детей. Например, в 2017 году торжество в Стокгольмской ратуше посетило более тысячи человек. В 2013 году День финнов в Швеции впервые отмечался официальными церемониями.
В 2019 году слушатели финскоязычного канала Шведского радио Sveriges Radio Finska (ранее известного как Sisuradio) проголосовали за тюленей как за символическое национальное животное шведских финнов.